# Kaafu
Cette page contient des caractères et des mots thâna comme ހ ou ފ. En cas de problème, consultez l’article Thâna ou testez votre navigateur.
Kaafu est une subdivision des Maldives composée de la totalité de l'atoll Gaafaru, de l'atoll Malé Nord (sauf l'île/ville de Malé elle-même), de l'atoll Malé Sud et de l'île isolée de Kaashidhoo. Ses 9 886 habitants (comparés aux quelque 100 000 habitants de Malé) se répartissent sur 9 des 107 îles qui composent la subdivision. En tout l'on y trouve 44 villages touristiques. Sa capitale est Thulusdhoo.

## Îles habitées
- Dhiffushi
- Gaafaru
- Gulhi
- Guraidhoo
- Himmafushi
- Huraa
- Kaashidhoo
- Maafushi (capitale de la province de Medhu-Uthuru)
- Thulusdhoo (capitale de Kaafu)

La ville de Malé elle-même, capitale des Maldives et se situant géographiquement au cœur de Kaafu, a sa propre subdivision.

## Îles non habitées

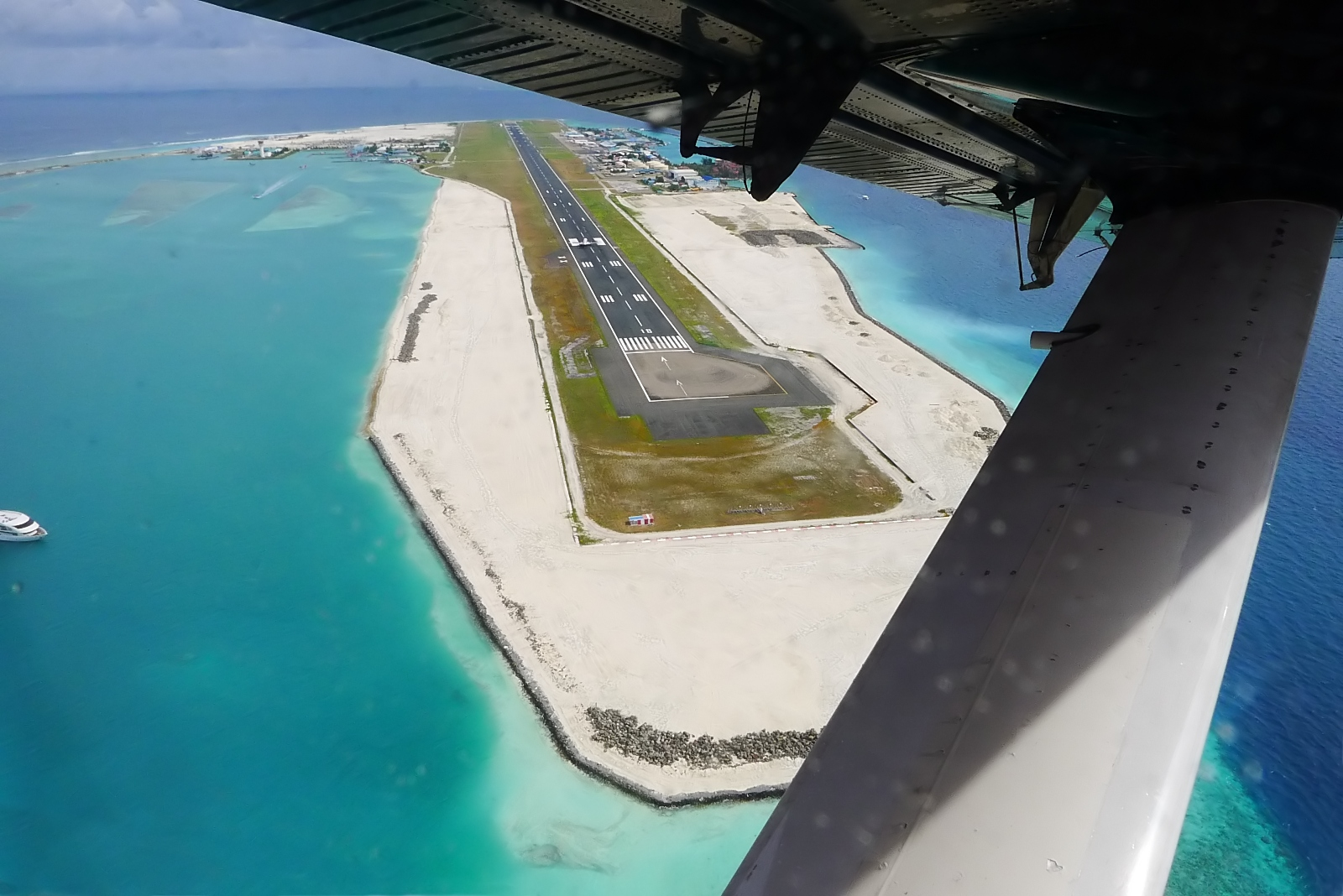
L'aéroport international de Malé, sur Hulhulé.

À noter que si ces îles ne sont pas formellement habitées par des résidents permanents, la plupart d'entre elles sont occupées par des hôtels, plus rarement d'autres installations ne supposant pas un habitat permanent (bâtiment industriel, aéroport, camp militaire, etc). 
- Aarah
- Akirifushi
- Asdhoo
- Baros
- Bandos
- Biyaadhoo
- Bodufinolhu
- Boduhithi
- Boduhuraa
- Bolifushi
- Dhigufinolhu
- Dhoonidhoo
- Ehrruh-haa
- Enboodhoo
- Enboodhoofinolhu
- Eriyadhoo
- Farukolhufushi
- Feydhoofinolhu
- Fihalhohi
- Funadhoo
- Furan-nafushi
- Gaagandhoo
- Gasfinolhu
- Giraavaru
- Girifushi
- Gulheegaathuhuraa
- Helengeli
- Henbadhoo
- Hulhulé
- Huraagandu
- Ihuru
- Kagi
- Kalhuhuraa
- Kandoomaafushi
- Kanduoih-giri
- Kanifinolhu
- Kanuhuraa
- Kodhipparu
- Kudabandos
- Kudafinolhu
- Kudahithi
- Kudahuraa
- Lankanfinolhu
- Lankanfushi
- Lhohifushi
- Lhosfushi
- Maadhoo
- Madivaru
- Mahaanaélhihuraa
- Makunudhoo
- Makunufushi
- Maniyafushi
- Medhufinolhu
- Meerufenfushi
- Nakachchaafushi
- Olhahali
- Olhuveli
- Oligandufinolhu
- Ran-naalhi
- Rasfari
- Thanburudhoo
- Thilafushi
- Thulhaagiri
- Vaadhoo
- Vaagali
- Vabbinfaru
- Vabboahuraa
- Vammaafushi
- Velassaru
- Velifaru
- Veliganduhuraa
- Vihamanaafushi
- Villingilimathidhahuraa
- Villingilivau
- Ziyaaraiffushi

## Îles disparues
- Bisfushi
- Gaadhoo
- Gulhifalhurah
- Kaashidhookudarah
- Kaddhipparu
- Kuda Male'
- Kodhipparu
- Kuredhivinahuraagandu
- Oiidhuni